# Суперкубок Кувейту з футболу 2013
Суперкубок Кувейту з футболу 2013  — 6-й розіграш турніру. Матч відбувся 27 серпня 2013 року між чемпіоном Кувейту клубом Аль-Кувейт і володарем кубка Еміра Кувейту клубом Аль-Кадісія.
| Володар Суперкубка Кувейту 2013 |
| ------------------------------- |
|                                 |
| Аль-Кадісія Третій титул        |

## Матч

### Деталі
| 27 серпня 2013 18:45 (EEST) |

| Аль-Кувейт | 1:3 дч   | Аль-Кадісія                                  |
| ---------- | -------- | -------------------------------------------- |
| Хаміс 100' | Протокол | Аль-Шейх 97' Аль-Ансарі 110' аль-Мутава 113' |

| Аль-Садака Васалам, Ель-Кувейт |